# Курская область

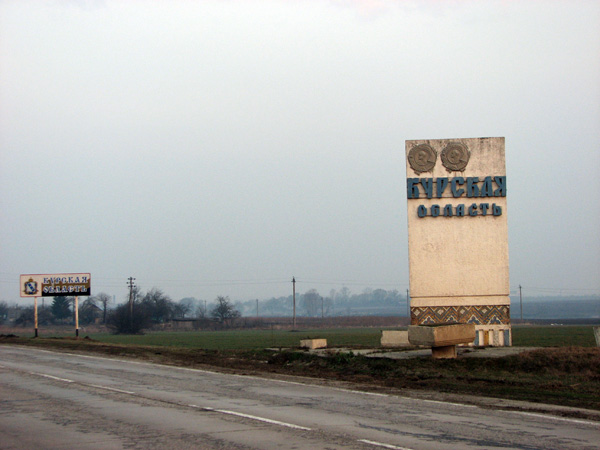
Курская область (Фото на трассе А142)

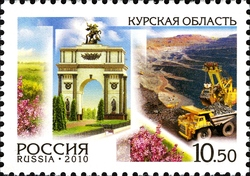
Почтовая марка России, 2010 год

Ку́рская о́бласть — субъект Российской Федерации, входит в состав Центрального федерального округа. Административный центр — Курск.
Курская область граничит на северо-западе с Брянской, на севере — с Орловской, на северо-востоке — с Липецкой, на востоке — с Воронежской, на юге — с Белгородской областями; с юго-западной и западной стороны к ней примыкает Сумская область Украины.
Образована 13 июня 1934 года.
С 6 августа 2024 года в ходе российского вторжения на Украину часть Курской области оккупирована Украиной. На момент середины марта 2025 года ВСУ потеряли около 90 % всех ранее оккупированных территорий и районный центр — город Суджа.

## Физико-географическая характеристика

### Географическое положение
Курская область расположена между 50°54' и 52°26' северной широты и между 34°05' и 38°31' восточной долготы. Крайняя северная точка области находится в Железногорском, южная — в Беловском, западная — в Рыльском, восточная — в Касторенском районах.
Площадь области равна 29,8 тыс. км². Протяжённость с севера на юг составляет 171 км, а с запада восток на — 305 км.

### Рельеф
Территория Курской области расположена на юго-западных склонах Среднерусской возвышенности. Характеризуется наличием древних и современных форм линейной эрозии — густой сети сложноразветвлённых речных долин, оврагов и балок, расчленивших водораздельные поверхности, что определяет пологоволнистый, слегка всхолмлённый равнинный рельеф.
Рельеф имеет сложный характер вертикального и горизонтального расчленения, характеризуется наличием разнообразных высотных ярусов. Густота долинно-балочной сети на большей части территории колеблется от 0,7 до 1,3 км/км2, а овражной сети — от 0,1 до 0,4 км/км2.
Высота поверхности над уровнем моря, в основном, 175—225 м. Наиболее приподнята центральная часть области.
Абсолютная высота территории в поймах современных рек редко поднимается выше 140—170 м (в пойме р. Сейм самая низкая отметка — 130 м). Над поймой, в междуречьях, преобладают высоты 200—220 м. Наивысшая точка — 274 м, возле села Ольховатка Поныровского района. (По другой версии 288 м в верховьях р. Рать.) Общий наклон местности идёт с северо-востока на юго-запад. Глубина врезания речных долин до 80—100 м.
В области выделяются три основные водораздельные гряды — Дмитровско-Рыльская, Фатежско-Льговская и Тимско-Щигровская. Они перекрещиваются, образуя треугольник, снижающийся к западу—юго-западу.
Из рельефообразующих процессов на территории области ведущую роль сыграли тектонические движения земной коры. В современных же условиях главная роль в создании рельефа принадлежит деятельности текучих вод, создающих эрозионный рельеф. В области практически отсутствуют ледниковые формы рельефа.

### Климат
Климат Курской области умеренно континентальный, с умеренно холодной зимой и тёплым летом. Континентальность усиливается с запада на восток.
Территория области за год получает солнечной энергии 89 ккал на 1 см² поверхности, а с учётом отражения — 36 ккал/см². Продолжительность солнечного сияния в год составляет около 1780 часов (45 % летом и около 55 % зимой). Крайний юго-восток области, особенно весной, пересекает ось Воейкова, оказывающая небольшое влияние на климат этих районов области. Для области характерна пасмурная погода, общее число пасмурных дней в год составляет около 60 %, облачных и ясных — по 20 %. Развитию большой облачности способствует относительно высокая влажность воздуха и частые циклоны.
Среднегодовая температура воздуха по области колеблется от +5,9°С (на севере) до +7,1°С (на юго-западе). Период со среднесуточной температурой воздуха выше 0°С продолжается 230—245 дней, с температурой выше + 5°С — 185—200 дней, выше + 10°С — 140—150 дней, выше +15°С — 100—115 дней. Длительность безморозного периода — 145—165 дней. Летом среднесуточная температура воздуха, как правило, держится в пределах + 20°С, зимой — от 0°С до минус 5°С. Абсолютный максимум температуры воздуха достигает + 41°С, абсолютный минимум — минус 40°С.
Средняя продолжительность отдельных сезонов года: зима длится около 125, весна — 60, лето — 115, осень — 65 дней.
Для области характерна неоднородность в распределении атмосферных осадков. В северо-западных районах выпадает от 550 до 640 мм осадков в год, на остальной территории — от 475 до 550 мм в год. На тёплый период (апрель-октябрь) приходится 65—70 % годовой суммы осадков.
Постоянный снежный покров устанавливается во второй декаде декабря, в начале марта начинается снеготаяние, длящееся около 20 дней (Кабанова и др., 1997). Высота снежного покрова колеблется от 15 до 30 см (максимум 50 см), а сам покров лежит в среднем 2-2,5 месяца.

### Гидрография
Курская область не располагает значительными водными ресурсами, хотя имеет густую речную сеть (0,17 км/км2), с объёмом годового стока 3,38 км3. Реки западной и центральной части области (79 % территории) принадлежат к бассейну Днепра, а восточной (21 % территории) — к бассейну Дона. Количество всех рек области длиною более 10 км — 188, а их общая длина — почти 5160 км.
В пределах области большинство водотоков относится к очень малым, рек длиной более 100 км всего четыре: Сейм, Псёл, Свапа и Тускарь. Речная сеть лучше развита на севере, востоке и в центре области, где её средняя густота составляет 0,25—0,35 км/км2, уменьшаясь к юго-западу до 0,15—0,20 км/км2.
Долины крупных рек, как правило, широкие и глубокие. Долины небольших притоков основных рек области по своей форме напоминают крупные балки. Они имеют только пойму, реже — невысокую первую надпойменную террасу, сложенную суглинками.
Питаются реки главным образом талыми снеговыми водами (50—55 % годового стока) и меньше — грунтовыми (30—35 %) и дождевыми (10—20 %). Особенностью режима рек является высокое весеннее половодье, продолжающееся 20—30 дней, и низкий уровень летом и зимой. Обычно реки области вскрываются в конце марта — начале апреля. Наиболее низкий, так называемый меженный уровень воды наступает в августе-сентябре.
В области насчитывается 870 больших и малых озёр, общей площадью до 200 км². Естественные озёра в области встречаются только в поймах рек, наибольшее их число приурочено к древним, хорошо развитым речным долинам. Почти все озёра по своему происхождению являются старицами и обычно имеют вид узких и вытянутых полос длиной от нескольких десятков метров до нескольких километров. Наивысший уровень в таких озёрах отмечается весной, а самый низкий — в конце лета. Внепойменные озёра в Курской области встречаются очень редко.
На территории области имеется 785 искусственных водоёмов — прудов и малых водохранилищ, общей площадью 242 км² (то есть 0,8 % территории), в среднем около 30 водоёмов на 1000 км² площади территории. Площадь прудов в среднем невелика — 0,002 км², их средняя глубина 0,8—2 м, максимальная до 3—4 м. В области имеется четыре крупных водохранилища — Курское, Курчатовское, Старооскольское и Михайловское, с объёмом наполнения более 40 млн м3. Насчитывается также 147 сравнительно крупных искусственных водоёмов, объёмом от 1000—10000 тыс. м3, 363 водоёма размером 100—1000 тыс. м3 и 275 небольших водоёмов объёмов до 100 тыс. м3. Большинство природных и искусственных водоёмов относится к бассейну Днепра.

### Геологическое строение
Возвышенный и сложнорасчлененный рельеф области определяется Воронежской антеклизой — расположением Среднерусской возвышенности над поднятием кристаллического фундамента Русской платформы, где мощность осадочного чехла невелика. Геологический фундамент представлен сравнительно неглубоко залегающими архейскими и протерозойскими кристаллическими породами, на которых базируются осадочные породы девона, юры, мела, палеогена, неогена и четвертичного периодов.
В фундаменте имеются проявления железных руд, золота и цветных металлов. Породы осадочного чехла представлены различными отложениями более поздних периодов, к которым приурочены небольшие ресурсы бурого угля, фосфориты, мел, мергель, трепел, опока, пески, глины и торф.

### Почвы
Почвы разнообразны, однако основным типом являются различные чернозёмы (выщелоченные, слабовыщелоченные, типичные, оподзоленные и прочие). Ими занято около 2/3 территории. Значительная часть почвенного покрова (1/5 площади) представлена серыми лесными почвами (тёмно-серые, серые, светло-серые и другие), которые типичны для северо-западных районов. В общий массив чернозёмных и серых лесных почв пятнами вкраплены песчаные, лугово-чернозёмные, болотные и некоторые другие типы почв.
По механическому составу чернозёмы относятся к тяжелосуглинистым или глинистым, а серые почвы — к легкосуглинистым и среднесуглинистым крупнопылеватым разновидностям.
Большая часть земельного фонда — 82 % используется под сельскохозяйственными угодьями (пашни, сады, сенокосы, пастбища). Склоновые земли подвержены плоскостной и линейной формам эрозии. Естественная растительность сохранилась на 18 % площади.

### Ландшафты и биогеография
По природным условиям область делится на Северо-Западный (Свапский), Юго-Западный (Суджанский), Восточный (Тимский) и Юго-Восточный (Осколо-Донецкий) природно-географические районы.
Северо-западный район расположен к северу от долины реки Сейм и от долин рек Свапа и Тускарь до западной границы. Здесь широко распространены песчано-мергельные отложения верхнемелового возраста и лёссовидные суглинки; выпадает максимальное количество осадков; наибольшая в области лесистостью — 13—14 %. Распространены различные подтипы серых почв — от светло-серых до тёмно-серых. Растительный покров типичный отражает черты северной лесостепи, чередуя широколиственные леса с луговыми степями. Границы района находятся в пределах Среднерусской хвойно-широколиственной и Среднерусской широколиственной подпровинций.
Юго-Западный природно-географический район занимает левобережье р. Сейм и правобережье р. Псёл. Здесь под четвертичными лёссовидными суглинками залегают песчано-глинистые отложения палеогена и неогена; обнажается мел и мергели. Большая часть территории занята чернозёмами (75 %), остальная — серыми и тёмно-серыми лесными почвами. Лесистость около 10 %; преобладают дубравы, имеются сосновые насаждения. Разнотравно-луговая растительность в основном сохранилась лишь в пределах Центрально-Чернозёмного заповедника. Район находится в пределах Среднерусской лесостепной подпровинции.
Восточный район располагается в центральной части Среднерусской лесостепной подпровинции. На западе ограничен р. Тускарь, на юге — правым берегом р. Сейм, а юго-восточной части и на востоке его граница проходит по водоразделу между Тимом, Кшенью и Олымом с одной стороны и бассейном Оскола с другой. На территории района широко распространены пески и глины, мергели и писчий мел; обнажаются верхнедевонские известняки и юрские глины. Почвы высокоэродированы; в западной части преобладают выщелоченные и оподзоленные чернозёмы, а в восточной — типичные чернозёмы. Степные участки в районе распаханы, а лесистость (дубравы и искусственные лесополосы) колеблется от 7 % до 1 %.
Юго-восточный район природно-географический район ограничен бассейном р. Оскол; является частью Среднерусской лесостепной подпровинции. По склонам балок и речных долин здесь обнажаются писчий мел, мергели и пески мелового периода; водоразделы сложены четвертичными лёссовидными суглинками; распространены пески и суглинки аллювиального происхождения. Кроме чернозёмов, имеются перегнойно-карбонатные почвы; почвы эродированные. Растительность типичной лесостепи, но сильно изменена человеком; встречается много реликтовых и редких растений; лесистость наименьшая по области — менее 3 %.
Животный мир во всех природно-географических районах области отражает типичное сочетание представителей лесных и степных фаунистических форм. Обитают 59 видов млекопитающих. Встречаются лось, косуля, благородный олень, кабан, из хищников — лисица, волк, хорь, куница. Из типично степных видов характерны грызуны — крапчатый суслик, хомяк, слепыш, большой тушканчик. В области встречаются около 200 видов птиц, в том числе 162 гнездящихся. Среди оседлых видов обычны большая синица, сойка, большой пёстрый дятел, среди перелётных — садовая овсянка, полевой жаворонок, иволга.

## История

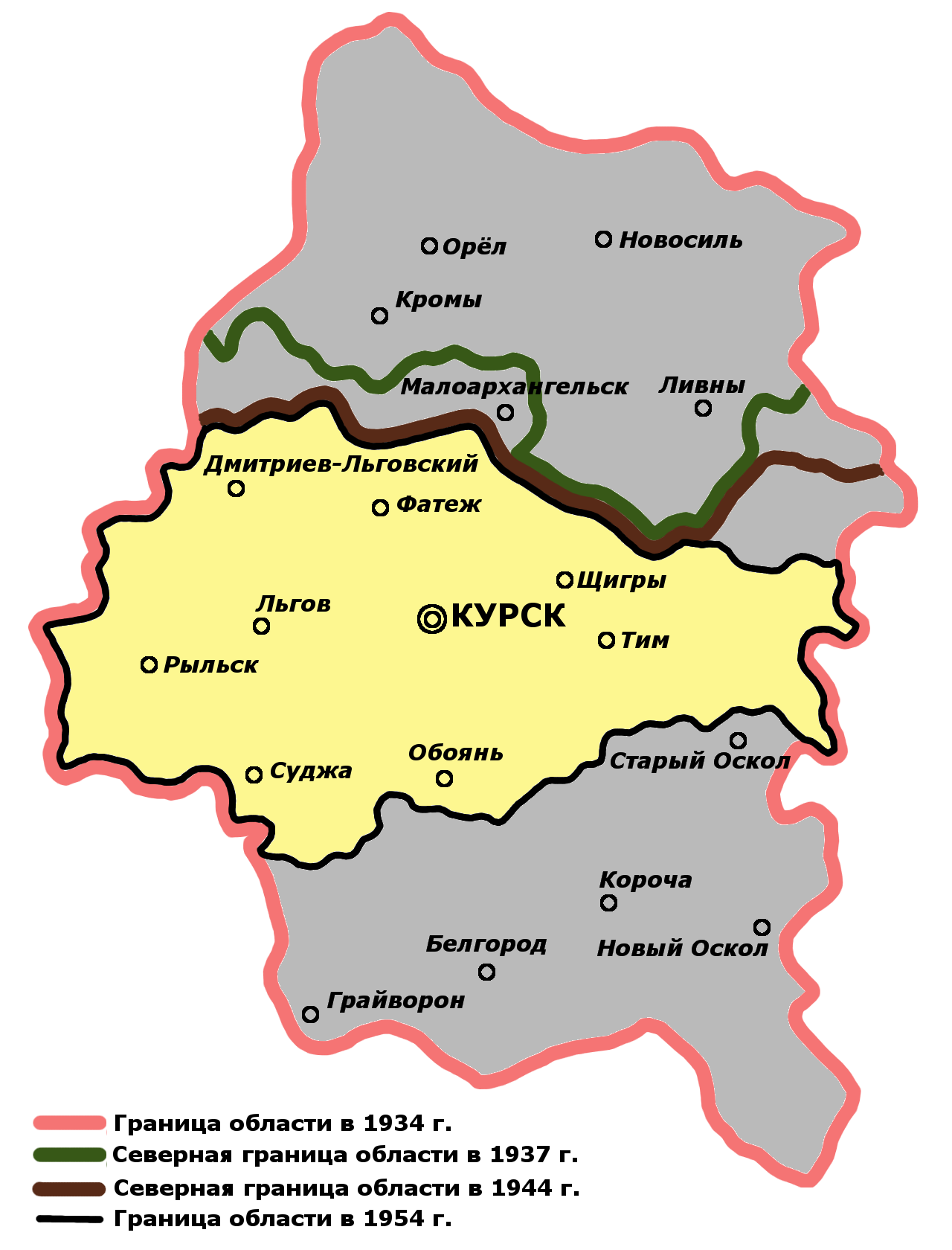
Изменение территории Курской области в 1934—1954 годах

В 1708 году при разделении России на 8 губерний территория современной Курской области вошла в состав Киевской губернии. В 1719 году Киевская губерния поделена на 4 провинции: Киевскую, Белгородскую, Севскую и Орловскую. Территория современной Курской области была поделена между Белгородской и Севской провинциями.
В 1727 году создано Белгородское наместничество в составе Белгородской, Севской и Орловской провинций. В 1749 году оно было преобразовано в Белгородскую губернию.
В 1779 году образовано Курское наместничество, состоящее из 15 уездов (Белгородский, Богатенский, Дмитриевский, Корочанский, Курский, Льговский, Новооскольский, Обоянский, Путивльский, Рыльский, Старооскольский, Суджанский, Тимский, Фатежский, Щигровский). Образованы уездные города: Богатый (ныне село Богатое в Ивнянском районе Белгородской области), Дмитриев (из села Дмитриевское), Льгов (из слободы Льгов, возникшей на месте древнего города Ольгова, уничтоженного татарами), Тим (из села Выгорное), Фатеж (из села Фатеж), Щигры (из села Троицкое).
В 1797 году Курское наместничество преобразовано в Курскую губернию, которая существовала до 1928 года.
В 1928 году состоялся переход на областное, окружное и районное административное деление. На территории бывших Воронежской, Курской, Орловской и Тамбовской губерний была создана Центрально-чернозёмная область (ЦЧО). На территории бывшей Курской губернии образованы округа: Курский (14 районов, 527 сельсоветов), Белгородский (14 районов, 482 сельсовета) и Льговский (11 районов, 384 сельсовета). Восточная часть губернии вошла в Воронежский и Острогожский округа.
В 1929 году был создан Старооскольский округ из 13 районов, отошедших из Воронежского (8 районов), Острогожского (3 района), Курского (1 район) и Белгородского (1 район) округов. В 1930 году было принято постановление о ликвидации округов. Районы стали непосредственно подчиняться областному центру.
13 июня 1934 года Центрально-чернозёмная область была разделена на две области: Воронежскую (в составе бывших Воронежской и Тамбовской губерний) и Курскую (в составе бывших Курской и Орловской губерний). Эта дата считается днём образования Курской области.
27 сентября 1937 года регион был разделён на 2 области: Курскую и Орловскую (в соответствии с Постановлением ЦИК СССР от 27.09.1937 «О разделении Западной и Курской областей на Смоленскую, Орловскую и Курскую области»)
В годы Великой Отечественной войны на территории Курской области с 1942 по 1943 годы шли ожесточённые боевые действия, причинившие огромный материальный ущерб. Не меньший ущерб принесла и немецкая оккупация. Полностью были уничтожены 3000 промышленных предприятий, все остальные значительно повреждены и требовали капитального ремонта. В сельском хозяйстве в освобождённых районах не осталось ни одного трактора, а на колхоз приходилось в среднем по 4 лошади. На железнодорожном транспорте все производственные сооружения были уничтожены поголовно, а железнодорожные пути — более чем наполовину. Окончательно освобождение территории Курской области завершилось 2 сентября 1943 года.
В 1944 году из состава Курской области передано Орловской области 5 районов.
6 января 1954 года в связи с образованием Белгородской и Липецкой областей из состава Курской области было передано: первой — 23 района, второй — 3 района. В составе Курской области осталось 36 районов. На 1 января 1960 года Курская область имела 33 района.
1 января 1964 года административные сельские районы были укрупнены: вместо 33 их стало 12. 3 марта 1964 года число районов было увеличено до 14. 12 января 1965 года в составе Курской области стало 19 районов. 30 декабря 1966 года было образовано 3 новых района: Кореневский, Хомутовский и Черемисиновский. Общее число районов стало 22.
6 августа 2024 года в ходе российского вторжения в Украину вооружённые силы Украины начали боевые действия на территории Курской области, оккупировав в течение нескольких дней город Суджа и значительную часть Суджанского района, а также атаковав населённые пункты в Глушковском, Кореневском и Рыльском районах.
На март 2025 года ВСУ отошли из Суджи и общее присутствие вооружённых сил Украины в Курской области сократилось. По состоянию на 30 марта 2025 года под контролем ВСУ в Курской области оставалось 80 км², или 6 % ранее занятой территории. На момент конца апреля 2025 года под их контролем осталось 16 км², или 1% от ранее оккупированных земель.
.

## Награды
- Орден Ленина (7 декабря 1957) — за успехи, достигнутые в увеличении производства и сдачи государству сахарной свёклы;
- Орден Ленина (5 августа 1968) — за мужество и стойкость, проявленные трудящимися Курской области при защите Родины в период Великой Отечественной войны, и за достигнутые успехи в восстановлении и развитии народного хозяйства.

## Население
Численность населения области по данным Росстата составляет 1 049 783 чел. (2025). Плотность населения — 35,00 чел./км2 (2025). Городское население — 
70,32 % (2022).
Динамика численности населения
Всё и городское население (его доля) по данным всесоюзных и всероссийских переписей:

### Национальный состав населения
| Год переписи                   | 1926                | 1989             | 2002               | 2010               |
| ------------------------------ | ------------------- | ---------------- | ------------------ | ------------------ |
| Лица, указавшие национальность | 2.905.563 (100 %)   | 1335428 (100 %)  | ↘ 1232476 (100 %)  | ↘ 1074359 (100 %)  |
| Русские                        | 2.336.510 (80,42 %) | 1293663 (96,9 %) | ↘ 1184049 (96,1 %) | ↘ 1036561 (96,5 %) |
| Украинцы                       | 554.654 (19,09 %)   | 22728 (1,7 %)    | ↘ 20920 (1,7 %)    | ↘ 13643 (1,3 %)    |
| Армяне                         | 171                 | 1149 (0,0 %)     | ↗ 5899 (0,5 %)     | ↘ 5726 (0,5 %)     |
| Другие национальности          | 14.228              | 17888 (1,3 %)    | ↗ 21608 (1,8 %)    | ↘ 18429 (1,7 %)    |

По итогам переписи населения 2020 года проживали следующие национальности (национальности менее 0,1 % и другое, см. в сноске к строке «Другие»):
| Национальность | Численность, чел. | Доля     |
| -------------- | ----------------- | -------- |
| Русские        | 896 067           | 82,78 %  |
| Украинцы       | 5780              | 0,53 %   |
| Армяне         | 5207              | 0,48 %   |
| Азербайджанцы  | 1364              | 0,13 %   |
| Другие         | 174 040           | 16,08 %  |
| Итого          | 1 082 458         | 100,00 % |

## Административно-территориальное деление
Административно-территориальное устройство
Согласно Закону «Об административно-территориальном устройстве Курской области», реестру и уставу области, субъект РФ включает следующие административно-территориальные единицы:
- 28 районов,
- 480 сельсоветов.

Курская область содержит 32 городских населённых пункта (в том числе 5 городов областного значения, 5 городов районного значения, 22 рабочих посёлка-посёлков городского типа) и 2775 сельских населённых пунктов.
Муниципальное устройство
В рамках муниципального устройства области, в границах административно-территориальных единиц Курской области всего образовано 355 муниципальных образований (по состоянию на 1 января 2018 года):
- 5 городских округов
- 28 муниципальных районов
  - 27 городских поселений
  - 295 сельских поселений.

## Населённые пункты
Населённые пункты с численностью населения более 4000 человек
| Курск        | ↘434 696 |
| Железногорск | ↘94 959  |
| Курчатов     | ↘39 167  |
| Льгов        | ↘16 779  |
| Рыльск       | ↘14 843  |
| Щигры        | ↘14 386  |
| Обоянь       | ↘11 671  |

| Посёлок имени Карла Либкнехта | ↗7969 |
| Дмитриев                      | ↘6082 |
| Кшенский                      | ↗5586 |
| Коренево                      | ↗5555 |
| Горшечное                     | ↘5106 |
| Фатеж                         | ↘4592 |
| Суджа                         | ↘4941 |

| Прямицыно      | ↘5179 |
| Пристень       | ↘4912 |
| Глушково       | ↗4785 |
| Поныри         | ↗4916 |
| Маршала Жукова | ↘4190 |
| Золотухино     | ↗4487 |
| Медвенка       | ↗4498 |

## Власть
Губернатор области с ноября 2000 года Александр Михайлов в начале 2005 года обратился к президенту России Владимиру Путину с просьбой о переназначении ещё на 5 лет и получил его согласие. 1 марта 2010 года решением Курской областной Думы по представлению президента России Дмитрия Медведева полномочия губернатора Курской области Александра Михайлова продлены на третий срок. 10 октября 2018 года Михайлов подписал постановление о дополнительных гарантиях главы региона в связи с прекращением полномочий. 11 октября 2018 года Александр Михайлов подал в отставку.
С 11 октября 2018 по 16 сентября 2019 временно исполняющий обязанности губернатора Курской области стал Роман Владимирович Старовойт, 16 сентября 2019 года он стал губернатором. 
С 15 мая 2024 временно исполняющим обязанности губернатора Курской области стал Алексей Борисович Смирнов, 16 сентября 2024 года он стал губернатором, выиграв на региональных выборах с более чем 65% голосов . 
5 декабря 2024 года Александр Хинштейн был назначен Владимиром Путиным врио губернатора Курской области.

## Символы Курской области
- Коренная пустынь
- Курская битва (Курская дуга)
- Марьино — имение князей Барятинских[34].
- Курский соловей[35].
- Соловьиный край
- Стрелецкая степь
- Курский чернозём
- Курская магнитная аномалия
- Курская антоновка
- Курская Коренная икона Божией Матери «Знамение»
- Крёстный ход в Курской губернии
- Курская триумфальная арка
- Курск — древний город (упоминание о Курске — в «Слове о полку Игореве»)[34].
- Рыльск — древний город (упоминание о Рыльске — в «Слове о полку Игореве»)

Претендуют на роль символов:
Курская Коренская ярмарка, Серафим Саровский, Феодосий Печерский, Мансурово — родина предков Дмитрия Медведева, Брежневский сельсовет — родина предков Леонида Брежнева, Калиновка — родина Никиты Хрущёва, курское поле, курский сахар, Кожлянская игрушка, Евгений Носов, Николай Асеев, Александр Дейнека, Георгий Свиридов, Надежда Плевицкая, Курск — город воинской славы, Курский «Тимоня», карагод, суджанские ковры, Плёхово,.

## Экономика
Экономика области основана на использовании двух основных видов природных ресурсов: плодородных сельскохозяйственных земель и железных руд Курской магнитной аномалии, добываемых в Михайловском карьере. В Российской Федерации Курская область выделяется продукцией сельского хозяйства, добычей железной руды, производством сахара и выработкой электроэнергии (см. Курская АЭС), продукцией лёгкой промышленности.

### Промышленность
Основные отрасли промышленности:
- добыча и обогащение руды; машиностроение (производство электротехнических изделий, счётных машин, мельнично-элеваторного оборудования, подшипников, буровых установок, кузнечно-прессового оборудования);
- химическая и нефтехимическая (производство химического волокна, резинотехнических изделий), пищевая (производство сахара),
- лёгкая (трикотажная, пенькообрабатывающая) промышленность; производство стройматериалов.

### Энергетика
По состоянию на конец 2020 года, на территории Курской области эксплуатировались 12 электростанций общей мощностью 4326 МВт, в том числе одна атомная электростанция и 11 тепловых электростанций. В 2019 году они произвели 25 046 млн кВт·ч электроэнергии. Особенностью энергетики региона является резкое доминирование одной электростанции — Курской АЭС, на которую приходится более 90 % всей выработки электроэнергии.

### Сельское хозяйство
Сельскохозяйственные угодья в хозяйствах всех категорий составляют 2146 тыс. га, или 72 % всех земель области, пашня — 1628 тыс. га, или 54 %. В области выращивают зерновые, технические, кормовые культуры.
Животноводство
Разводят крупный рогатый скот мясо-молочного направления, свиней, птицу.
На 1 января 2021 года поголовье крупного рогатого скота в хозяйствах всех категорий — 167,5 тыс. голов, свиней — 2259,2 тыс. голов, овцы и козы — 137,5 тыс. голов, лошади — 6550 голов.
В 2020 году произведено молока 334,5 тыс. тонн (+10,2 % к 2019). Область входит в ТОП-30 крупнейших производителей молока России.
В 2022 году средний надой молока от коровы — 9644 кг (в 2021 — 8769 кг).
Курская область в числе ТОП-20 в стране по надоям молока — в сельхозпредприятиях региона среднесуточный надой составляет 20,2 кг молока. В 2020 году средний надой молока на корову 5989 кг (+456 кг за год), из них сельхозорганизации 7326 кг (+864 кг), КФХ 3420 кг (+12 кг), хозяйства населения 4772 кг (-3 кг).
Растениеводство
Курская область является одним из лидеров по урожайности кукурузы (в 2019 году — 84,4 ц/га и подсолнечника (в 2019 году — 31,36 ц/га, в 2020 — 29,33 ц/га).
В 2022 году намолот зерновых составил 5735 тыс. тонн (+27,5 %) при средней урожайности 58,8 ц/га (45,0 ц/га). Из них кукуруза 1444 тыс. тонн при средней урожайности 77,4 ц/га, пшеница озимая 2547 тыс. тонн по 60,6 ц/га, пшеница яровая 771 тыс. тонн по 51,2 ц/га, ячмень яровой 840 тыс. тонн по 48,5 ц/га, ячмень озимый 7,5 тыс. тонн по 56,2 ц/га, овёс 31,4 тыс. тонн по 36,3 ц/га, гречиха 18,0 тыс. тонн по 17,9 ц/га, рожь озимая 9,5 тыс. тонн по 49,3 ц/га, просо 1,5 тыс. тонн по 36,5 ц/га.
Зернобобовые культуры 60,1 тыс. тонн при средней урожайности 23,8 ц/га, из них горох 34,2 тыс. тонн по 34,2 ц/га.
Сахарная свёкла накопано 4,53 млн тонн при средней урожайности 490,0 ц/га.
Масличные культуры 1222,3 тыс. тонн при средней урожайности 23,4 ц/га, из них соя 668,3 тыс. тонн по 21,2 ц/га, подсолнечник 355,1 тыс. тонн по 24,8 ц/га, семян рапса озимого 128,5 тыс. тонн по 37,6 ц/га, ярового рапса-кользы 63,4 тыс. тонн по 24,5 ц/га, лён-кудряш (масличный) 5,8 тыс. тонн по 15,8 ц/га, семян горчицы 0,86 тыс. тонн по 10,4 ц/га.
Накопано 343,4 тыс. тонн картофеля при средней урожайности при средней урожайности 161,9 ц/га (в сельхозорганизациях 52,6 тыс. тонн по 357,8 ц/га).
Валовой сбор овощей открытого грунта 91,8 тыс. тонн при средней урожайности 251,6 ц/га, из них капуста всякая 18,8 тыс. тонн по 272,2 ц/га (в сельхозорганизациях по 435,7 ц/га), морковь 13,2 ц/га по 210,5 ц/га (в сельхозорганизациях по 499,7 ц/га), свёкла столовая 10,9 тыс. тонн по 225,1 ц/га (в сельхозорганизациях по 464,7 ц/га), лук репчатый 9,1 тыс. тонн по 127,5 ц/га (в сельхозорганизациях по 332,9 ц/га), чеснок 1,9 тыс. тонн по 72,3 ц/га, тыквы 3,4 тыс. тонн по 176,5 ц/га, кабачков 4,6 тыс. тонн по 168,8 ц/га, помидоры 16,9 тыс. тонн, огурцы 9,1 тыс. тонн.
Овощей закрытого грунта 9564 тонн из них в сельхозорганизациях 8761 тонн.
В 2021 году намолот зерновых составил 4 миллиона тонн при средней урожайности 45,5 ц/га. Кукурузного зерна получено 1 млн 400 тыс. тонн, средняя урожайность 66 ц/га. Урожайность сахарной свёклы — 393 ц/га. Засеяно 430 тыс. га озимыми зерновыми и 33 тыс. га озимым рапсом.
В 2020 году намолочено 5761.3 тыс. тонн зерновых и зернобобовых культур, средняя урожайность — 56.1 ц/га. Урожай масличных культур составил 1065.0 тыс. тонн (-108.6 тыс. тонн. к 2019), из них соя — 53,3 %, подсолнечник на зерно — 36,3 %, рапс озимый и яровой — 8,9 %, урожайность масличных 23.3 ц/га.
Для возделывания в Курской области рекомендован сорт яровой твёрдой пшеницы «Триада», в 2019 году показала урожайность 89,4 центнеров с гектара, средняя урожайность 65,2 ц/га.
| Тыс. гектар | 2117 | 1855,4 | 1639,1 | 1363,4 | 1197,6 | 1355,3 | 1619,3 | 1666,3 |

### Транспорт
Автомобильный транспорт
Курская область характеризуется развитой транспортной инфраструктурой. По данным на 2015 год в области насчитывается 10,7 тыс. километров автомобильных дорог общего пользования с твёрдым покрытием. В пределах области пролегают автотрассы М2, М3, А144, А142, Р189 Р190, Р199, Р200 Курск-Сумы . Все районы и города области связаны с областным центром автомобильными дорогами с твёрдым покрытием.
На автомобильный транспорт в структуре объёма грузовых перевозок приходится 13,9 %, в структуре пассажирских перевозок — 66,7 %. 97 % пассажирских перевозок общественным транспортом осуществляется автобусами и городским электрическим транспортом (трамваями и троллейбусами).
Железнодорожный транспорт
По состоянию на 2010 год эксплуатационная длина железнодорожных линий Курской области составляет 850,6 км, 84,14 км — подъездных путей. Протяжённость электрифицированных линий — 299,4км.
Через территорию области проходит железнодорожная магистраль «Москва—Севастополь», «Киев—Воронеж» и другие линии, расположены три крупных железнодорожных узла: Курск, Льгов, Касторное и 65 железнодорожных станций. По густоте железных дорог Курская область занимает одно из первых мест в России.

### Туризм

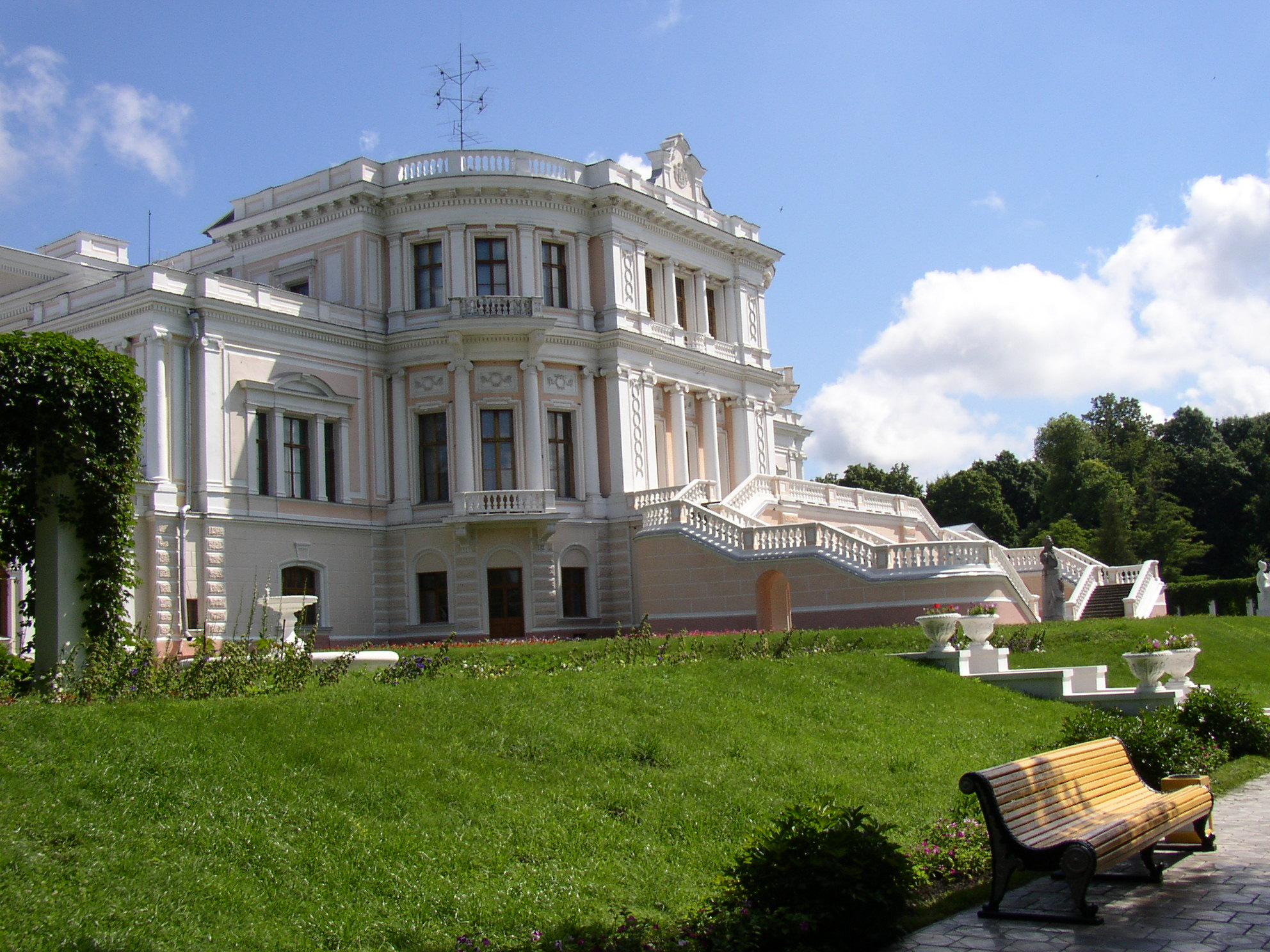
Марьино

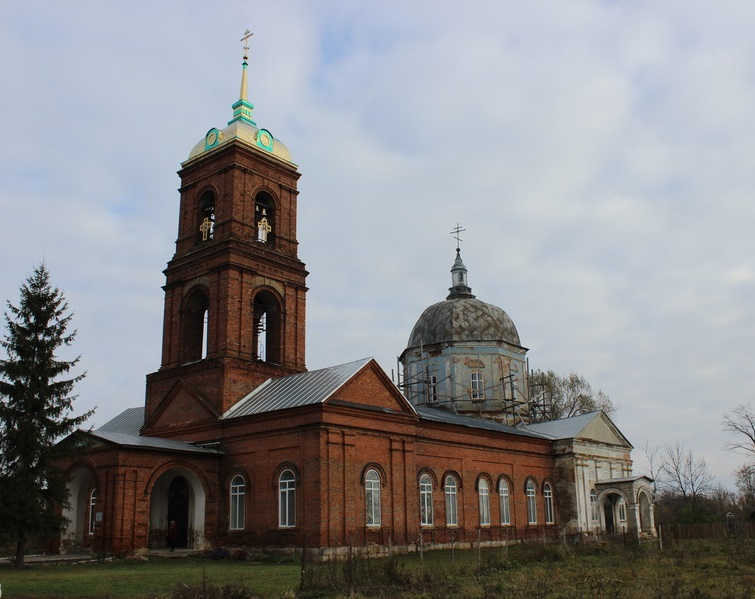
Свято-Троицкий Храм

Основными целями поездок в регион являются деловой, религиозный (паломнический), событийный, лечебно-оздоровительный и культурно-познавательный туризм.
Согласно статистическим данным, наибольший удельный вес в структуре общего въездного туристического потока Курской области приходится на деловой туризм (33 %) и лечебно-оздоровительный (20 %). Подавляющее большинство туристов (70,6 %) посещает Курскую область на 1-3 дня, меньшая часть — на 15 и более дней (24,7 %).
Наиболее популярным среди гостей и жителей региона является туристско-экскурсионный маршрут «Огненные высоты Великой Победы» (по Северному фасу Курской дуги), протяжённостью 185 км. На маршруте находятся более 30 объектов туристского показа: военно-исторические объекты, музеи, памятники, посвящённые битве на Курской дуге, расположенные на территории Поныровского, Золотухинского, Фатежского районов.
Бренды Курской области — «Соловьиный край России» и «1000 лет русской истории и культуры».
На территории области существует большое количество объектов туристического показа.

## Наука, образование и культура
Курская область является одним из регионов, в которых был введён в качестве регионального компонента образования предмет Основы православной культуры (ОПК). Преподавание в школах идёт с 1996 года.
В Курске находится КГМУ (Курский государственный медицинский университет), один из самых популярный университетов в регионе. КГМУ также отличается от других заведений в городе тем, что привлекает большое количество иностранных студентов.

## Общество
По состоянию на 8.10.2019 в Курской области зарегистрировано 1649 некоммерческих организаций различных организационно-правовых форм. На сайте Администрации Курской области размещён реестр социально ориентированных некоммерческих организаций-получателей поддержки.

## Персоналии
- Герои Советского Союза
- Герои Социалистического Труда

## Международное сотрудничество
- 11 января 2024 года в Москве подписано соглашение о сотрудничестве между Курской и Гомельской областями[61].